# TA580/TAS5380
1. Preusmjeri Nacrt:TA580/TAS5380